# Nastri d'argento 1957
La 12ª edizione dei Nastri d'argento si è svolta il 9 febbraio 1957 a Roma.

## Vincitori e candidati
I vincitori sono indicati in grassetto, a seguire gli altri candidati.

### Produttore del miglior film
- ENIC e Ponti-De Laurentiis - Il ferroviere
- Ponti-De Laurentiis - Guerra e pace
- De Sica Produzione e Titanus - Il tetto

### Migliore regia
- Pietro Germi - Il ferroviere
- Vittorio De Sica - Il tetto

### Migliore scenario
- Cesare Zavattini - Il tetto
- Pietro Germi, Alfredo Giannetti e Luciano Vincenzoni - Il ferroviere

### Migliore attrice protagonista
- Anna Magnani - Suor Letizia - Il più grande amore
- Gabriella Pallotta - Il tetto

### Migliore attore protagonista
- non assegnato
- Pietro Germi - Il ferroviere
- Marcello Mastroianni - La fortuna di essere donna

### Migliore attrice non protagonista
- Marisa Merlini - Tempo di villeggiatura
- Luisa Della Noce - Il ferroviere
- Giovanna Ralli - Tempo di villeggiatura

### Migliore attore non protagonista
- Peppino De Filippo - Totò, Peppino e i fuorilegge
- Saro Urzì - Il ferroviere

### Migliore musica
- Nino Rota - Guerra e pace
- Angelo Francesco Lavagnino - L'impero del sole

### Migliore fotografia
- Mario Craveri - L'impero del sole
- Giuseppe Rotunno - Montecarlo
- Carlo Montuori - Il tetto

### Migliore scenografi
- Mario Chiari - Guerra e pace
- Ottavio Scotti - Il padrone sono me

### Miglior film straniero
- Moby Dick, la balena bianca (Moby Dick) - regia di John Huston
- Riccardo III (Richard III) - regia di Laurence Olivier
- Picnic - regia di Joshua Logan

### Miglior cortometraggio
- Parma città d'oro - regia di Antonio Petrucci, prodotto dall'Istituto nazionale luce